# Họ Đuôi cụt Madagascar
Họ Đuôi cụt Madagascar (danh pháp khoa học: Philepittidae) là một họ chim dạng sẻ nhỏ, đặc hữu Madagascar.
Trước đây người ta cho rằng chúng có quan hệ họ hàng gần nhất với các loài đuôi cụt trong họ Pittidae, vì thế mà có tên khoa học cho họ này (Phile+pittidae), nhưng một nghiên cứu năm 1993 cho thấy chúng có quan hệ họ hàng gần với các loài mỏ rộng (Eurylaimidae) hơn. Hình thái minh quản của chúng cũng giống như của mỏ rộng Grauer (Pseudocalyptomena graueri) ở châu Phi. Các loài thuộc chi Neodrepanis được biết đến như là sunbird-asities (đuôi cụt hút mật) và từng được biết đến như là giả hút mật.

## Phân loại
Hiện nay người ta công nhận 2 chi và 4 loài cho họ này. Cụ thể là:
- Chi Philepitta
  - Đuôi cụt nhung (Philepitta castanea),
  - Đuôi cụt Schlegel (Philepitta schlegeli),
- Chi Neodrepanis
  - Đuôi cụt hút mật thường (Neodrepanis coruscans) và
  - Đuôi cụt hút mật bụng vàng (Neodrepanis hypoxantha).

## Phân bố và môi trường sống
Các loài đuôi cụt Madagascar được tìm thấy trong các môi trường sống nơi có nhiều loài thực vật có hoa ký sinh và biểu sinh. Chúng ưa thích các môi trường sống rừng mưa nhưng cũng có thể tìm thấy trong các rừng lá sớm rụng khô và các thung lũng ẩm ướt. Chúng được tìm thấy từ các vùng đất thấp cho tới cao độ khoảng 2.650 m.

## Đặc điểm
Cả bốn loài này được tìm thấy chủ yếu trong các rừng mưa. Chúng là các loài chim nhỏ tới trung bình với các đuôi ngắn. Chim trống có màu sắc sặc sỡ và có các yếm thịt màu xanh lam hay xanh lục xung quanh mắt. Các yếm thịt này, nổi rõ nhất trong mùa sinh sản, có màu từ các mảng các sợi colagen. Phương pháp nhuộm màu này là duy nhất trong giới động vật. Một vài đặc trưng khác tách chúng ra khỏi các loài mỏ rộng như chúng có 12 lông đuôi trên cái đuôi cực ngắn (gần như không tồn tại ở các loài Philepitta), minh quản của chúng được bọc trong một vành phế quản lớn và chúng có lưỡi chẻ thích nghi với việc hút mật.
Hai loài đuôi cụt hút mật có mỏ cong xuống thích hợp cho việc hút mật từ các bông hoa. Chúng cũng ăn các loại quả, quả mọng và côn trùng. Người ta biết rất ít về tập tính sinh sản của chúng. Tuy nhiên, chúng được cho là đa thê.
Chúng là các loài chim nhỏ tới trung bình với chiều dài trong khoảng từ 9 tới 16,5 cm và cân nặng từ 6,2 tới 38 g. Có dị hình giới tính rõ nét ở cả bốn loài với chim trống to lớn và sặc sỡ hơn. Chim trống có màu sắc sặc sỡ và có các yếm thịt màu xanh lam và/hoặc xanh lục xung quanh mắt, nổi rõ trong mùa sinh sản và dường như biến mất khi ở các mùa khác.
Các loài của chi Neodrepanis cũng có mảng da tươi màu ở phần gốc mỏ. Chúng có các đuôi nhỏ và ngắn, chân ngắn và mỏ dài uốn cong. Chiếc lưỡi hình ống giúp chúng hút mật ra khỏi hoa. Chúng thay lông hai lần mỗi năm, lần thay lông thứ nhất là sau khi sinh đẻ, tạo ra cho chim trống bộ lông mờ tối của chúng.
Các loài trong chi Philepitta là những con chim thuôn tròn với đuôi và cánh ngắn. Chúng có các lông vũ màu vàng, đen và lam ngũ sắc. Mỏ của chúng nhỏ hơn nhiều so với của các loài trong chi Neodrepanis và chúng không có lưỡi hình ống. Chúng thay lông một lần trong năm; ở các con trống thì các lông vũ mới có riềm màu ánh vàng mất dần theo thời gian, làm cho chim trống có bộ lông đen tuyền vào mùa sinh sản. Chim mái nói chung xỉn màu hơn (màu nâu ô liu với vài sọc vàng trên ngực) còn yếm thịt (nếu có) thì nhỏ hơn và ít rõ nét hơn. Một vài chim trống có sự thuần thục bộ lông bị trì hoãn lại và trông có thể giống như chim mái ngay cả khi chúng đã thuần thục về mặt sinh dục.

### Tập tính
Nói chung đuôi cụt Madagascar là chim tĩnh tại, mặc dù một số có thể di chuyển theo cao độ khi nguồn thức ăn dịch chuyển. Đuôi cụt hút mật thường có thể di chuyển tới 150 km trong phạm vi sinh sống của chúng.
Đuôi cụt nhung là chim sống đơn độc và được biết đến như là chim dễ thuần hóa và dễ tiếp cận. Thỉnh thoảng chúng kiếm ăn trong các đàn hỗn hợp loài. Đuôi cụt Schlegel thường được tìm thấy trong các tầng tán. Chúng được tìm thấy trong các đàn hỗn hợp loài khi không trong mùa sinh sản, nhưng thường là đơn độc trong mùa sinh sản. Chim trống sẽ bảo vệ khu vực kiếm ăn xung quanh các cây có hoa.
Các loài đuôi cụt hút mật (chi Neodrepanis) là chim hung hãn và cạnh tranh thức ăn với các loài khác. Chúng được tìm thấy trong các đàn hỗn hợp loài khi không trong mùa sinh sản. Chúng có xu hướng không thân thiện đối với con người.

### Thức ăn
Các loài thuộc chi Philepitta chủ yếu là ăn quả. Chúng ăn các loại quả thuộc các họ Rubiaceae, Euphorbiaceae, Piperaceae, Melastomataceae và Apocynaceae. Chúng thường đậu xuống và rỉa quả hoặc rỉa nhanh trong khi bay lơ lửng trước cây. Chúng cũng ăn côn trùng, nhện và mật hoa.
Các loài của chi Neodrepanis chủ yếu là ăn mật hoa, mặc dù chúng cũng ăn quả. Chúng kiếm ăn trên các loài tầm gửi (đặc biệt là thuộc chi Bakerella), Balsaminaceae, Zingiberaceae, Melastomataceae và Rubiaceae. Chúng cũng ăn côn trùng và các loài động vật không xương sống khác.
Lưỡi của cả bốn loài đều chẻ với đầu lưỡi giống như cái chổi. Điều này giúp chúng hút mật từ hoa. Cái lưỡi hình ống của đuôi cụt hút mật thường và đuôi cụt hút mật bụng vàng hỗ trợ thêm cho chúng trong việc kiếm ăn mật hoa.

### Sinh sản
Người ta biết ít về tập tính sinh sản của đuôi cụt Madagascar. Chúng được coi là chim đa thê, nhưng hệ thống giao phối có thể thay đổi tùy theo sự dồi dào của nguồn thức ăn. Các con đuôi cụt trống phình to các yếm thịt khi thể hiện trước các con mái và các lông bay sơ cấp phía ngoài của chúng phát ra tiếng kêu vù vù khi chúng bay.
Đuôi cụt nhung dường như tạo ra các sân tìm đôi phân tán, nơi các con trống chiếm giữ lãnh thổ để thể hiện các kiểu tìm chim mái kết đôi thích hợp. Các thể hiện của chúng là một loạt các bước và bao gồm việc thực hiện sự nhào lộn xung quanh chỗ đậu. Đuôi cụt Schlegel rủ cánh xuống,xù lông ngực và dựng đứng đuôi trong khi rít lên.
Đuôi cụt hút mật thường và đuôi cụt hút mật bụng vàng thực hiện sự uốn cong với việc hạ thấp mỏ và đuôi, dựng đứng các lông trên chỏm đầu lên và rít lên. Đuôi cụt hút mật bụng vàng cũng thể hiện sự nhào lộn, mặc dù điều này được cho là để xua đuổi các con trống khác chứ không phải để thu hút các con mái.
Thời gian sinh sản thay đổi tùy theo khu vực. Tuy nhiên, nó thường bắt đầu từ mùa mưa ẩm của khu vực và trùng với thời gian có nhiều thức ăn nhất, từ khoảng tháng 9 tới tháng 11. Chim mái chịu trách nhiệm làm tổ. Tổ có dạng giống quả lê, treo trên cây và thường làm từ lá và cành tre, rễ, cỏ, rêu, mảnh vỏ cây, lá và tơ mạng nhện. Lối vào tổ được tạo ra vào cuối quá trình làm tổ bằng cách thọc một lỗ vào bên trong cấu trúc vừa tạo ra. Lỗ thường được che chở bằng cỏ treo phía trên. Tổ thường ở độ cao từ 2 tới 5 m trên mặt đất. Người ta cho rằng mỗi ổ khoảng 2-3 trứng. Không có thông tin về thời gian ấp trứng và nuôi con non. Chim mái chịu trách nhiệm ấp trứng và nuôi con non. Chim non chủ yếu được nuôi bằng thức ăn là côn trùng.

### Liên lạc và nhận thức
Các lông bay sơ cấp bên ngoài tạo ra tiếng kêu vù vù khi các loài đuôi cụt này bay. Tiếng kêu vù vù này có lẽ có chức năng trong việc kết đôi. Các con trống cũng phình to các yếm thịt của chúng để thể hiện với các con mái và các con trống khác. Tất cả các loài dường như cũng có một vài dạng biểu diễn kết đôi.
Phần lớn thời gian các loài đuôi cụt Madagascar có các tiếng kêu không ầm ĩ và có âm vực cao. Một vài con trống có các tiếng kêu rít lên ồn ã hơn. Đuôi cụt nhung có tiếng kêu "uy đu" lặp đi lặp lại, hoặc một loạt các tiếng "huýt huýt". Đuôi cụt hút mật thường thực hiện một loạt tiếng xuỵt xuỵt và các tiếng kêu đơn lẻ, không ầm ĩ và có âm vực cao. Tiếng kêu của đuôi cụt hút mật bụng vàng giống như tiếng nhái kêu với các tiếng kêu đơn lẻ lặp lại.

### Tuổi thọ
Người ta chưa có thông tin gì về tuổi thọ của chúng trong tự nhiên.

### Kẻ thù
Người ta chưa có thông tin gì về kẻ thù của chúng trong tự nhiên.

## Vai trò sinh thái
Các loài đuôi cụt Madagascar có tác động tới tái sinh rừng. Chúng là quan trọng trong cả phát tán hạt lẫn thụ phấn hoa. Đuôi cụt Madagascar giúp thụ phấn cho các loài có tầm quan trọng thương mại như Grevillea, Albizia và Eucalyptus. Chúng cũng có vai trò quan trọng trong du lịch sinh thái và được những người nuôi chim tìm kiếm.
Cho tới nay người ta vẫn chưa nhận thấy các tác động tiêu cực của chúng đối với con người.

## Tình trạng bảo tồn
Đuôi cụt Madagascar dễ bị thương tổn trước hoạt động của con người do chúng sống trong các khu rừng hiện đang bị đốn hạ phục vụ cho canh tác nông nghiệp, khai mỏ và lấy gỗ. Phạm vi phân bố vốn đã nhỏ của chúng ngày càng bị phân mảnh.
Đuôi cụt hút mật bụng vàng (Neodrepanis hypoxantha) được IUCN liệt kê như là loài dễ thương tổn còn đuôi cụt Schlegel (Philepitta schlegeli) thì được coi là gần bị đe dọa

## Lien kết ngoài
- Video về đuôi cụt Madagascar trên Internet Bird Collection
- Don Roberson's Bird Families of the World Lưu trữ ngày 24 tháng 7 năm 2008 tại Wayback Machine